# Fons Pelser
Pour les articles homonymes, voir Pelser.
Alphonsius Johannes Maria Pelser, né le 28 décembre 1893 et mort le 2 juillet 1974, est un footballeur néerlandais qui jouait au poste d'arrière droit à l'Ajax Amsterdam — faisant partie du Club van 100 — et en équipe nationale.
Son frère Joop Pelser (nl) était également footballeur.

## Biographie
Fons Pelser reçoit six sélections en équipe des Pays-Bas entre 1921 et 1922, sans inscrire de but.
Il joue son premier match en équipe nationale le 15 mai 1921, contre la Belgique (score : 1-1 à Anvers). Il reçoit sa dernière sélection le 19 novembre 1922, contre la Suisse (défaite 5-0 à Berne).

## Palmarès
- Champion des Pays-Bas en 1918 et 1919 avec l'Ajax Amsterdam
- Vainqueur de la Coupe des Pays-Bas en 1917 avec l'Ajax Amsterdam